# Plou (Cher)
Plou és un municipi francès, situat al departament de Cher i a la regió de Centre – Vall del Loira. L'any 2007 tenia 458 habitants.

## Demografia

### Població
El 2007 la població de fet de Plou era de 458 persones. Hi havia 188 famílies, de les quals 36 eren unipersonals (20 homes vivint sols i 16 dones vivint soles), 80 parelles sense fills, 56 parelles amb fills i 16 famílies monoparentals amb fills.
La població ha evolucionat segons el següent gràfic:
Habitants censats

### Habitatges
El 2007 hi havia 263 habitatges, 191 eren l'habitatge principal de la família, 37 eren segones residències i 35 estaven desocupats. 261 eren cases i 2 eren apartaments. Dels 191 habitatges principals, 171 estaven ocupats pels seus propietaris, 14 estaven llogats i ocupats pels llogaters i 6 estaven cedits a títol gratuït; 11 tenien dues cambres, 29 en tenien tres, 54 en tenien quatre i 97 en tenien cinc o més. 153 habitatges disposaven pel capbaix d'una plaça de pàrquing. A 62 habitatges hi havia un automòbil i a 118 n'hi havia dos o més.

### Piràmide de població
La piràmide de població per edats i sexe el 2009 era:
| Homes | Edats   | Dones |
| ----- | ------- | ----- |
| 0     | 95 o +  | 0     |
| 0     | 90 a 94 | 0     |
| 4     | 85 a 89 | 12    |
| 8     | 80 a 84 | 4     |
| 4     | 75 a 79 | 0     |
| 12    | 70 a 74 | 12    |
| 16    | 65 a 69 | 8     |
| 12    | 60 a 64 | 12    |
| 8     | 55 a 59 | 20    |
| 20    | 50 a 54 | 12    |
| 24    | 45 a 49 | 16    |
| 24    | 40 a 44 | 8     |
| 16    | 35 a 39 | 24    |
| 12    | 30 a 34 | 12    |
| 4     | 25 a 29 | 8     |
| 8     | 20 a 24 | 4     |
| 24    | 15 a 19 | 12    |
| 20    | 10 a 14 | 4     |
| 16    | 5 a 9   | 20    |
| 4     | 0 a 4   | 8     |

## Economia
El 2007 la població en edat de treballar era de 311 persones, 239 eren actives i 72 eren inactives. De les 239 persones actives 223 estaven ocupades (121 homes i 102 dones) i 16 estaven aturades (9 homes i 7 dones). De les 72 persones inactives 35 estaven jubilades, 19 estaven estudiant i 18 estaven classificades com a «altres inactius».

### Ingressos
El 2009 a Plou hi havia 202 unitats fiscals que integraven 499 persones, la mediana anual d'ingressos fiscals per persona era de 18.797 €.

### Activitats econòmiques
Dels 10 establiments que hi havia el 2007, 2 eren d'empreses de fabricació d'altres productes industrials, 1 d'una empresa de construcció, 3 d'empreses de comerç i reparació d'automòbils, 1 d'una empresa de transport, 1 d'una empresa d'hostatgeria i restauració, 1 d'una empresa de serveis i 1 d'una entitat de l'administració pública.
Dels 3 establiments de servei als particulars que hi havia el 2009, 1 era un taller de reparació d'automòbils i de material agrícola, 1 guixaire pintor i 1 restaurant.
L'any 2000 a Plou hi havia 12 explotacions agrícoles que ocupaven un total de 1.422 hectàrees.

## Equipaments sanitaris i escolars
El 2009 hi havia una escola elemental integrada dins d'un grup escolar amb les comunes properes formant una escola dispersa.

## Poblacions més properes
El següent diagrama mostra les poblacions més properes.